# 高井麻巳子
高井 麻巳子（たかい まみこ、1966年12月28日 - ）は、日本の元アイドル。株式会社秋元康事務所前監査役。夫は作詞家の秋元康。福井県小浜市出身。
1985年（昭和60年）より女性アイドルグループ『おニャン子クラブ』のメンバーで、会員番号16番として芸能活動を行っていた。女子美術短期大学卒業。

## 略歴
1985年（昭和60年）、福井県立若狭高等学校を卒業。高校時代は、取り立てて目立つ言動はしない生徒であったが、明るく快活な性格で友人も多数おり、人気者であった。ミス若高（じゃっこう）と呼ばれていた。高校卒業後、美術大学への進学を目指して予備校に入学すべく上京。同年4月、『夕やけニャンニャン』内のコーナー「ザ・スカウトアイドルを探せ!」の出場者をスカウトする企画で、原宿を歩いている時に伊藤克信にスカウトされたと言う形になっている。同コーナーで「青い珊瑚礁」を歌い、117点を獲得して合格しおニャン子クラブ会員番号16番としてデビュー。同年9月、おニャン子クラブから初のソロデビューとなった河合その子のキャンペーンに「with おニャン子クラブ」として帯同。同年10月、岩井由紀子（ゆうゆ）と2人で『うしろゆびさされ組』を結成、アニメ『ハイスクール!奇面組』の主題歌『うしろゆびさされ組』でユニットデビュー。
1986年（昭和61年）6月、『シンデレラたちへの伝言』でソロデビュー、オリコン初登場1位を獲得。うしろゆびさされ組の活動と並行してシングル、アルバムを定期的に発売。
1987年（昭和62年）4月、おニャン子クラブを卒業、女優として連続ドラマに出演するなど活動の幅を広げる。忌野清志郎のファンであることを音楽誌のインタビューで語り、それを契機にRCサクセションのアルバム『COVERS』にゲスト参加。
1988年（昭和63年）4月29日、ファンクラブ結成記念コンサート『Single's』をよみうりランドEASTで行う。同年5月23日、おニャン子クラブの仕掛け人である秋元康と結婚、突然の田辺エージェンシー退所、芸能界を引退。その後すぐに渡米、1年半ほどニューヨークに滞在、秋元との新生活を始める。
結婚してからなかなか子宝に恵まれなかったが、結婚してから13年後の2001年（平成13年）3月に長女を出産し、1児の母となった。
芸能界引退後は長らくメディアに顔を出していなかったが、2004年に夫の秋元康が『メレンゲの気持ち』に出演した際に自身が自宅の様子をビデオカメラに撮影した様子が映り、その際には16年ぶりのテレビ出演を果たした。

## 人物
- 4人姉妹の次女[4]。実家は自転車販売店[注 5]。姉はフジテレビの音楽番組 『夜のヒットスタジオ』などで活動していたダンスチーム「Dee-Dee」の高井雅代。同番組に歌手として出演した高井が歌唱する前、司会の芳村真理・井上順（のちに古舘伊知郎）が姉がバックで踊ることについて尋ねることもあった。『夕やけニャンニャン』で共演していたとんねるずも番組内で姉がDee-Deeであることを幾度となくネタにしていた[要出典]。
- デビュー前からチェッカーズの大ファンで、特に藤井尚之が憧れの男性であると公言していた。レコード会社の担当ディレクターがチェッカーズの担当でもあったため、鶴久政治から楽曲提供を受ける機会を得た[注 6]。とんねるずやチェッカーズとは2023年時点でも交流があり夫と共に複数のメンバーで会食をした際には木梨と藤井フミヤもいた[8]。
- おニャン子クラブ在籍中、映画『恋する女たち』に出演。同い年である主演の斉藤由貴と親友になり[注 7]、後に一緒にニューヨーク旅行などもしている。その際の珍道中を、斉藤の対談番組で夫の秋元康が楽しそうに暴露したことがある。高井もテレビ番組『斉藤さんちのお客さま』第1回放送にゲスト出演したほか、高井引退後の1992年に出版された斉藤の旅行記『由貴的世界感情旅行』（角川書店）のあとがきに寄稿している。2000年に出版された斉藤のエッセイ集『私の好きなあの人のコト』（新潮社）では、高井の結婚にまつわるエピソード（世間では“プロデューサーが商品に手を出した”などと言われたが、実際は逆に高井の方が積極的であったことなど）を含めたさまざまな話題が記されている。
- 小学校の時は足が速くてかけっこではいつも1位であった。中学ではソフトボール部に入っていたが、レギュラーにはなかなかなれなかったものの、足の速さを買われ度々試合に出場していた。
- 結婚後は表立った活動はなかったが小説の挿絵などを手がける。結婚後の活動はすべて「秋元麻巳子」名義。
- かつて尊敬する人物として豊臣秀吉、田中角栄、田中絹代の名を挙げていた[9]。
- 秋元康が猿岩石に詞を提供する際に用いたペンネーム「高井良斉」は、「高井は良妻」をもじったものと言われている。
- FUJIWARAの藤本敏史やペナルティのヒデがかつて大ファンだったと発言している。

## 作品

### シングル
| 発売日         | 品番   | 面 | タイトル               | 作詞       | 作曲       | 編曲                |
| -------------- | ------ | -- | ---------------------- | ---------- | ---------- | ------------------- |
| 1986年6月25日  | 7A0597 | A  | シンデレラたちへの伝言 | 売野雅勇   | 八田雅弘   | Light House Project |
| 1986年6月25日  | 7A0597 | B  | こわれかけたピアノ     | 秋元康     | 高橋幸宏   | 岩倉健二            |
| 1986年9月21日  | 7A0631 | A  | メロディ               | 沢ちひろ   | 明日香     | 清水信之            |
| 1986年9月21日  | 7A0631 | B  | 時のつげごと           | 沢ちひろ   | 八田雅弘   | 清水信之            |
| 1986年12月21日 | 7A0673 | A  | 約束                   | 売野雅勇   | 八田雅弘   | 清水信之            |
| 1986年12月21日 | 7A0673 | B  | 春は名のみ             | 麻生圭子   | 八田雅弘   | 清水信之            |
| 1987年3月18日  | 7A0698 | A  | かげろう               | 沢ちひろ   | 八田雅弘   | 清水信之            |
| 1987年3月18日  | 7A0698 | B  | 眠りのオペラ           | 森本抄夜子 | 明日香     | 清水信之            |
| 1987年6月10日  | 7A0736 | A  | 情熱れいんぼぅ         | 沢ちひろ   | 八田雅弘   | 清水信之            |
| 1987年6月10日  | 7A0736 | B  | 夕暮れのピアノ         | 森本抄夜子 | 明日香     | 清水信之            |
| 1987年9月21日  | 7A0770 | A  | うそつき               | 麻生圭子   | 明日香     | 清水信之            |
| 1987年9月21日  | 7A0770 | B  | 十月の旅人             | 森本抄夜子 | 明日香     | チト河内            |
| 1987年12月16日 | 7A0802 | A  | テンダー・レイン       | 森本抄夜子 | 山口美央子 | チト河内            |
| 1987年12月16日 | 7A0802 | B  | 星のせせらぎ           | 麻生圭子   | 八田雅弘   | チト河内            |
| 1988年4月6日   | 7A0830 | A  | 木洩れ陽のシーズン     | 田口俊     | 岸正之     | 中村哲              |
| 1988年4月6日   | 7A0830 | B  | 汚れなき悪戯           | 蓮田ひろか | 山口美央子 | 中村哲              |

### アルバム
- いとぐち（1987年1月21日）
- こころ日和（1987年7月5日）
- 私のままで…（1988年1月21日）
- Message（1988年6月5日）
- MYこれ!クション 高井麻巳子BEST（2002年2月20日）
- うしろゆびさされ組★うたの大百科 その2 高井麻巳子（2004年5月19日）
- 「高井麻巳子」SINGLESコンプリート（2007年8月17日）
- Myこれ!Lite 高井麻巳子（2010年4月21日）

### ビデオ
- 時計じかけの小悪魔（ファントマ）（1987年7月5日）
- ファースト・コンサート DO・RA・MA（1987年7月21日）

### 参加作品
- 真赤なウソ（1987年2月21日）- 明石家さんまのシングルにコーラスで参加。
- COVERS（1988年8月15日） - RCサクセションのアルバムにコーラスで参加。

## 出演

### バラエティ
- 夕やけニャンニャン（1985年 - 1987年、フジテレビ）
- 夕食ニャンニャン（1986年、フジテレビ）

### テレビドラマ
- 月曜ドラマランド ボクの婚約者（フィアンセ）（1986年1月13日、フジテレビ系）
- 月曜ドラマランド おニャン子学園危機イッパツ とんだ放課後（1986年5月12日、フジテレビ系）
- 月曜ドラマランド あしながおじさん（1986年7月7日、フジテレビ系）- 主演
- 月曜ドラマランド ないしょのハーフムーン（1987年2月16日フジテレビ系）- 主演 榎木有羽 役
- アナウンサーぷっつん物語（1987年4月6日 - 5月11日、フジテレビ系）- 滝真理 役
- 木曜劇場 熱くなるまで待って!（1987年7月9日 - 9月24日、フジテレビ系）- 芥川久美子 役
- オバの魔法使い（1987年8月10日、フジテレビ系）
- アナウンサーぷっつん物語スペシャル（1987年10月1日、フジテレビ系）- 滝真理 役
- 奥さまの秋恋物語（1987年11月26日・12月3日、テレビ朝日系）

### 映画
- 恋する女たち（1986年12月13日、東宝）- 江波緑子 役

### ラジオ
- TOKYOベストヒット（ニッポン放送）[1]
- 高井麻巳子 ほほえみメッセージ（1986年10月 - 1988年3月、ニッポン放送）[1] - アイドル夢工場枠での放送後も単独番組として放送。

## 書籍
- どひゃどひゃ探偵団 （少年サンデー連載 1987年 - 1988年、小学館）
- ソレイユ 高井麻巳子写真集（1987年7月5日、フジテレビ出版）
- 三日月ふるふる　秋元康（著）、秋元麻巳子（絵）（1991年1月、マガジンハウス）
- キスまでの距離　田中章義（著）、秋元麻巳子（絵）（1992年10月、角川書店）
- 二人暮しのお取り寄せ　秋元麻巳子（著）（2000年6月、角川書店）
- ぞうネコ　秋元康（著）、秋元麻巳子（絵）（2002年12月、小学館）
- お茶の時間のお取り寄せ　秋元麻巳子（著）（2003年6月、角川書店）
- 幸福のお取り寄せ　秋元麻巳子（著）（2004年3月、講談社）